# 白浜村 (千葉県)
白浜村（しらはまそん）とは、千葉県匝瑳郡にかつて存在した村である。

## 地理
- 現在の横芝光町、旧光町の南東部に位置している。
- 村のほとんどは平地である。

## 歴史

### 村名の由来
当村が面する九十九里浜の別称「白浜」による。現在は横芝光町立白浜小学校等にその名をとどめる。

### 沿革
- 1889年（明治22年）4月1日 - 町村制施行に伴い、木戸村・尾垂惣領村が合併し、匝瑳郡白浜村が発足。
- 1954年（昭和29年）5月3日 - 白浜村は南条村・東陽村・日吉村とともに合併して光町が発足。白浜村は消滅。

変遷表
| 1868年 以前 | 1868年 以前 | 明治9年    | 明治22年 4月1日 | 昭和29年 5月3日 | 平成18年 3月27日 | 現在     |
| ----------- | ----------- | ---------- | --------------- | --------------- | ---------------- | -------- |
|             | 木戸村      | 木戸村     | 白浜村          | 光町            | 横芝光町         | 横芝光町 |
|             | 尾垂村      | 尾垂惣領村 | 白浜村          | 光町            | 横芝光町         | 横芝光町 |
|             | 惣領村      | 尾垂惣領村 | 白浜村          | 光町            | 横芝光町         | 横芝光町 |

## 人口・世帯

### 人口
総数 [単位： 人]
| 1891年（明治24年） | 2,945 |
| 1920年（大正 9年） | 2,854 |
| 1930年（昭和 5年） | 2,904 |
| 1954年（昭和29年） | 3,990 |

### 世帯
総数 [単位： 世帯]
| 1920年（大正 9年） | 582 |
| 1954年（昭和29年） | 729 |